# وارون بادولا
وارون بادولا (به انگلیسی: Varun Badola) (زاده ۷ ژانویه ۱۹۷۴) بازیگر هندی است.
از فیلم‌هایی که وی در آن نقش داشته است می‌توان به جی هو، اظهر، حشیش و مأموریت رانیگانج اشاره کرد. وی بازیگر نسبتا محبوبی در سینمای هند می باشد.